# Verlag Dr. Köster
Der Verlag Dr. Köster ist ein in Berlin ansässiger Verlag.

## Geschichte
Der Verlag wurde 1993 von Hans-Joachim Köster in Berlin als Wissenschaftsverlag für Hochschulschriften gegründet. Im Lauf der Jahre hat er fast 1000 Buchpublikationen veröffentlicht.

## Der Verlag
Neben den Fachbereichen, in denen verlegt wird, bietet der Verlag auch Nischenthemen Unterstützung. Der Verlag ist Mitglied im Börsenverein des Deutschen Buchhandels.